# Victor di Mello
Victor di Mello (Rio de Janeiro, 18 de julho de 1940 - Rio de Janeiro, 27 de abril de 2011) foi um ator, cineasta, roteirista e produtor brasileiro. Era pai da atriz Vanessa Lóes.

## Filmografia

### Como diretor
- 1989 - Solidão, Uma Linda História de Amor
- 1981 - O Sequestro
- 1980 - Giselle
- 1979 - Copa 78 - O Poder do Futebol
- 1978 - Assim Era a Pornochanchada
- 1978 - Os Melhores Momentos da Pornochanchada
- 1977 - A Mulata Que Queria Pecar
- 1976 - As Desquitadas em Lua de Mel
- 1974 - Essa Gostosa Brincadeira a Dois
- 1974 - Um Varão entre as Mulheres
- 1973 - Como É Boa Nossa Empregada
- 1972 - O Grande Gozador
- 1971 - Quando as Mulheres Paqueram
- 1970 - Ascensão e Queda de um Paquera
- 1970 - Os Maridos Traem... e as Mulheres Subtraem

### Como Ator

#### No Cinema
- 1975 - Os Maniacos Eróticos, de Alberto Salvá
- 1975 - O Padre Que Queria Pecar de Lenine Otoni
- 1972 - Revólveres não Cospem Flores de Alberto Salvá
- 1968 - A Noite do Meu Bem de Jece Valadão
- 1968 - A Doce Mulher Amada de Ruy Santos
- 1968 - Engraçadinha Depois dos Trinta de J.B. Tanko

#### Na TV
- 2009 - Caras & Bocas.... Diretor do banco
- 2008 - A Favorita.... Médico
- 2007 - Sete Pecados.... Padre
- 2007 - O Profeta.... Genaro
- 2006 - Belíssima.... Humberto Moraes